# 김별아
김별아(1969년 9월 30일 ~ )는 대한민국의 소설가다. 강원도 강릉 출신이며, 강릉여자고등학교와 연세대학교 국어국문학과를 졸업했다.

## 데뷔
1993년 실천문학에 중편소설 '닫힌 문 밖의 바람 소리'를 발표하며 데뷔했다.

## 상훈
- 1991년 제1회 청년심산문학상
- 2005년 제1회 세계문학상
- 2016년 제10회 의암주논개상
- 2018년 제10회 허균문학작가상

## 활동
- 2009년 강릉소방서 명예소방서장, 홍보대사
- 2012년 희망서울 홍보대사
- 2022년 3월~2022년 5월: 제20대 대통령직인수위원회 국민통합위원회 사회문화분과위원
- 2022년 10월~ : 제5대 강원문화재단 이사장

## 작품
소설집
- 《꿈의 부족》

장편소설
- 《내 마음의 포르노그라피》
- 《개인적 체험》
- 《축구전쟁》
- 《미실》
- 《영영이별 영이별》
- 《논개 1.2》
- 《백범》
- 《열애》
- 《가미가제 독고다이》
- 《채홍》
- 《불의 꽃》
- 《어우동, 사랑으로 죽다》
- 《탄실》

산문집
- 《톨스토이처럼 죽고싶다》
- 《가족판타지》(《식구》개정판)
- 《모욕의 매뉴얼을 준비하다》
- 《죽도록 사랑해도 괜찮아》
- 《이 또한 지나가리라!》
- 《괜찮다, 우리는 꽃필 수 있다》
- 《삶은 홀수다》
- 《도시를 걷는 시간》
- 《빛나는 말 가만한 생각》
- 《월성을 걷는 시간》

동화
- 《김순남》
- 《장화홍련전》
- 《치마폭에 꿈을 그린 신사임당》
- 《거짓말쟁이》
- 《네가 아니었다면》

## 같이 보기
- 한국의 소설가 목록